# Jasmine (personagem)
Princesa Jasmine é uma personagem fictícia do trigésimo primeiro filme de animação da Walt Disney Pictures, Aladdin (1992). O personagem, posteriormente, aparece em duas continuações lançadas diretamente em home vídeo: O Retorno de Jafar (1994) e Aladdin e os 40 Ladrões (1996), bem como a sua série animada de televisão. Em todas as aparições no cinema e na televisão, a voz na dublagem original de Jasmine nos diálogos é fornecida pela atriz americana Linda Larkin. A cantora e atriz Lea Salonga fornece voz da personagem cantando no primeiro filme, enquanto a atriz e cantora americana Liz Callaway substitui ela na sequência. Também interpretada pela atriz (Naomi Scott) em seu live action em 2019
Criada pelos diretores Ron Clements e John Musker, e animada por Mark Henn, Jasmine é a bela e bem procurada princesa de Agrabah que está sendo forçada a se casar com um príncipe pelo seu décimo sexto aniversário. Notório por ter rejeitado vários pretendentes ricos, Jasmine está farta de sua vida no palácio e deseja se casar com alguém que ela realmente ama.
Jasmine é baseada na Princesa Badroulbadour do conto de Aladim e a Lâmpada Maravilhosa, que pertence ao livro As Mil e uma Noites (Arabian Nights). O personagem recebeu uma recepção mista dos críticos em geral. Enquanto muitos gostavam de sua força de vontade e personalidade de espírito livre, outros criticaram seu papel no filme, pois eles sentiam que era "suave" e "banal".

## Desenvolvimento
Linda Larkin foi acompanhar uma amiga que estava fazendo testes para Jasmine, e decidiu também testar para o papel depois de ler o roteiro, que está sendo muito inspirado pela linha de "É tudo tão mágico". Ela foi escolhida para o papel nove meses mais tarde, e teve que ajustar sua voz para caber no que os cineastas queriam para Jasmine;. sua voz foi considerada "muito alta" e parecia muito jovem, apesar de Larkin ser cinco anos mais velha do que Scott Weinger, dublador do Aladdin.
Linda foi quase demitida e teve que fazer outro teste para o papel até que Ron Clements e John Musker disputavam para ela manter sua posição. Katzenburg achou que a voz dela não soou "forte" ou "real" o suficiente para jogar uma princesa. Uma sessão de gravação guiada com Linda conseguiu balançar Jeffrey Katzenburg e permitindo-lhe manter o seu trabalho. 
Supervisor de animação Mark Henn trabalhou no início do desenvolvimento do personagem no estúdio de animação da Disney-MGM Studios, na Flórida, em plena vista dos convidados do parque temático. Henn disse que viu um visitante do parque jovem com uma longa crina preta, e foi inspirado pelo seu visual para a princesa Jasmine. Suas características faciais foram baseadas na irmã de Henn, Beth.

### Aparência
Jasmine é uma menina extremamente bonita de 15 anos, prestes a completar 16, com um cabelo preto brilhante, grandes olhos escuros, e uma silhueta distinta. Ela normalmente usa um rabo de cavalo, realizado em conjunto por duas faixas azuis. Usa uma camisola azul, calça azul e sapatos da mesma cor da camisola. Para ocasiões formais, ela tem uma roupa roxa que cobre mais da sua pele e um acessório de cabelo.
Quando ela usa uma poção de beleza falsa, ela começa a se transformar em um monstro. Acontecendo em etapas, as pernas se transformam em uma cauda, mas a cabeça é transformado em um corpo de réptil humanoide (braços ainda existente) com espinhos em sua cauda e olhos vermelhos com fendas amarelas. Finalmente, o cabelo torna-se um capuz de cobra com orelhas totalmente fora dos padrões, se assemelhando a seus brincos.

### Personalidade
Jasmine é de espírito livre, e em muitos aspectos se assemelha a uma "rebelde princesa". Ela é teimosa, e anseia pela liberdade que as outras meninas têm. Isto faz com que Jasmine saia escondida do palácio, mas ela se mete em problemas, inicialmente ingênua sobre o mundo fora do palácio. Jasmine pode ser muito voluntariosa, ela recusa todos os pretendentes que seu pai escolhe, preferindo se casar por amor ao invés de riqueza. Jasmine também pode ser gentil e carinhosa, e é considerada inteligente. Ela mostra um amor pela aventura, e muitas vezes acompanha Aladdin em suas viagens. Originalmente, porém, nas etapas de desenvolvimento do filme, Jasmine iria ser muito mimada. Em Disney Princess Enchanted Tales: Follow Your Dreams, ela mostrou ter Ophidiophobia, o medo de cobras.

## Aparições

### Aladdin
Jasmine é a filha de 15 anos do sultão rico de Agrabah. É logo revelado que, por lei, Jasmine deve se casar com um príncipe em três dias antes de seu aniversário. O sultão se irritou com ela porque ela se recusa a escolher um pretendente. Ela não está disposta a se casar com qualquer um dos príncipes que seu pai sugere, como ela quer se casar por amor ao invés de riqueza e poder. Ela continua com a angústia que ela nunca teve nenhum amigo de verdade, exceto o seu tigre de estimação, o Rajah. Eventualmente, Jasmine foge do palácio, sob o disfarce de uma camponesa, mas sem nunca ter saído para fora do palácio antes, ela inadvertidamente entra em apuros quando ela dá uma maçã a um menino sem pagar por isso. Antes de o comerciante punir ela, um menino de rua chamado Aladdin rapidamente entra e salva ela, alegando que sua irmã Jasmine é mentalmente doente. Jasmine tem, fingindo que ela acredita que Abu é o sultão, e que um camelo é o seu médico. Aladdin leva Jasmine para sua casa, onde eles conversam. Aladdin revela seu desejo de que ele poderia ser rico, enquanto Jasmine deseja a liberdade. Ambos vêm a perceber que eles têm muito em comum, sentindo-se "presos" na vida em que nasceram. Jasmine e Aladdin começam a mostrar sentimentos um pelo outro, mas Aladdin é preso por guardas liderado por Razoul. Jasmine se revela a eles e exige que eles soltem Aladdin , mas Razoul pede desculpas e explica que ele está fazendo isso por ordens de Jafar. Mais tarde, Jasmine confronta Jafar e exige que ele liberte Aladdin, mas Jafar diz a ela que Aladdin já foi executado; Jasmine fica perturbada e sente culpa de si mesma, percebendo que ela nunca soube o nome dele. O sultão logo aprende sobre o assunto, e castiga Jafar. Jasmine, em seguida, ressalta que, embora ela é forçada a se casar, ela seria capaz de punir Jafar depois de se tornar rainha - sem saber que Jafar foi internamente pensando em fazer Jasmine sua própria rainha. Após Aladdin desejar se tornar um príncipe e ser concedido pelo Gênio, ele visita Jasmine sob o disfarce de 'Príncipe Ali Ababwa'. Ela inicialmente acredita que ele é apenas um outro pretendente arrogante, mais aos poucos, ele vai conquistando ela. Depois de uma reunião bastante desastrosa na varanda de Jasmine, Aladdin é capaz de convencer ela a ir para um passeio em seu tapete mágico . Durante o passeio, Jasmine apaixona-se por Aladdin disfarçado, mas Jasmine logo vê através do disfarce de Aladdin, depois de perceber que o príncipe Ali tinha os mesmos hábitos como o do menino de mercado que ela conhecera. Mais tarde, depois que o tapete leva os dois para a China onde ela engana ele para que ele revelasse a verdade. Ela está irritada com a mentira, mas Aladdin convence de que ele às vezes vestido como um plebeu "escapa das pressões da vida no palácio", que ela relaciona. Ela é levada de volta para o palácio e os dois partilham um beijo.
Quando Jasmine volta para casa ela aparece feliz e fala com seu pai. No entanto, é contado por seu pai que ela vai se casar com Jafar. Jasmine está chocada, e tenta contar ao Sultão sobre sua decisão de casar com o príncipe Ali. Quando Jafar afirma que ele não é um prícipe, Aladdin aparece de repente, relacionando a notícia de que Jafar tinha tentado matá-lo. Quando o sultão concorda com Jafar que Aladdin que está mentindo (muito ao choque de Jasmine), Aladdin percebe que Jafar controlou o Sultão e quebra o encanto, esmagando seu cajado mágico. Jafar é revelado como um traidor e obrigado a fugir. O Sultão então percebe que Aladdin e Jasmine estão de mãos dadas, e percebe que Jasmine escolheu um pretendente.
Jasmine anuncia sua decisão de se casar com Aladdin, no dia seguinte. No entanto, Jafar assume Agrabah roubando a lâmpada de Aladdin. Jasmine descobre a verdadeira identidade de Aladdin, depois de Jafar usa sua magia para forçar a mudar Aladdin de volta a um camponês. Após o envio de Aladdin para os confins da terra, Jafar faz Jasmine seu escravo pessoal. Ela fica angustiada com o fato de que estão torturando seu pai e implora para Jafar para fazê-lo parar. Ele, então, oferece a ela, a chance de se tornar a rainha, citando sua beleza e cria uma coroa para ela. Ela se recusa veementemente e espirra um copo de vinho no rosto dele. Ele está prestes a bater em seu rosto quando ele surge com uma ideia mais cavalheiresca. Ele comanda o Gênio para conceder seu desejo de que Jasmine se apaixone por ele. Depois de ver que Aladdin voltou, Jasmine distrai Jafar, fingindo que ela é apaixonada por ele, para que Aladdin possa obter a lâmpada. Ela faz muitos elogis sobre ele: de sua altura, pele, barba e até mesmo sobre seus dentes. Quando a Aladdin está prestes a ser derrubado de uma fruteira que caiu durante uma briga entre Abu e Iago, Jasmine fica desesperada e beija Jafar para mantê-lo distraído (muito para o desgosto de Aladdin, Abu e Iago). Este era um ardil bem sucedido, até que Jafar vê o reflexo na coroa de Jasmine, e ataca Aladdin. Quando Jasmine tenta pegar a lâmpada, Jafar aprisiona ela em uma ampulheta, onde ela está quase sufocada pela areia antes de Aladdin resgata-la.
Aladdin em última análise, sobrepuja Jafar e prende ele em uma lâmpada (como Jafar tinha querido ser um gênio todo-poderoso). Depois de ver o amor de Jasmine por Aladdin, e observando os dois, o Sultão muda a lei do casamento. Em vez de ser forçada a se casar com um príncipe, ela pode casar com quem ela considera digno. Ao ouvir isso, Jasmine escolhe Aladdin.

### O Retorno de Jafar
Na sequência "O Retorno de Jafar", Jasmine começa a questionar sua escolha, sobre Aladdin, perguntando se ele era confiável o suficiente depois que ele defende Iago, o papagaio de estimação de Jafar. Ela rapidamente muda de opinião quando Iago a faz lembrar do quanto ela ama Aladdin, e usar a psicologia reversa (que ele chama de blefe). Jasmine se desculpa com Iago logo depois, quando ele sugere que Aladdin e o sultão devem passear juntos no tapete (o que é na verdade uma armadilha), e sua bondade quase faz Iago dizer a verdade, mais ele é calado por Jafar.
Mais tarde, ela é capturada por Jafar, que magicamente tenta fazer ela acreditar que Aladdin morreu. Parece ser a principal decepção dela, sentindo raiva de Iago que, finalmente, ajuda Jasmine, libertando o Gênio. Jasmine finalmente aceita Iago como amigo depois que ele derrota Jafar. No final do filme, Jasmine vai com Aladdin para ver o mundo.

### Série de TV
Jasmine ajuda Aladdin, Abu, Tapete, Iago, e o gênio em suas aventuras, muitas vezes, provando-se para ser um assessor de valor inestimável em suas aventuras, e não apenas uma donzela em perigo. Ela também tem vários episódios, no qual sua personalidade, habilidade, inteligência e coração amoroso são focados. Seu relacionamento com Aladdin se desenvolve durante esta série e culmina em seu casamento no terceiro filme. Jasmine é mostrada para ter excelentes habilidades de combate, possivelmente aprendidas por se aventurar com Aladdin. Em um episódio ela atacou violentamente Abis Mal depois de saber que ela foi usada para um esquema mal dele. De todos os membros do grupo, Jasmine foi feita com os sacrifícios mais ousados muitas vezes para salvar entes queridos ou desconhecidos.

### Aladdin e os 40 Ladrões
Finalmente, no terceiro filme, "Aladdin e os 40 Ladrões" de 1996, ela e Aladdin estão prestes a se casar, quando o casamento é interrompido pelos Quarenta Ladrões. Depois de descobrir o que os ladrões estavão atras, Aladdin acaba sabendo que seu pai esta vivo. Jasmine convence-o a procurar seu pai, e que seu casamento pode ser adiado um pouco mais. Enquanto ele está fora, Jasmine fica preocupado. Quando Aladdin retorna com Cassim (seu pai), ela e o sultão ter um gosto imediato a ele. No entanto, mais tarde ele tenta roubar a Oracúlo, e é colocado na prisão, Aladdin ajuda ele a escapar, mas volta para enfrentar o seu castigo. Jasmine e o Gênio convencem o sultão que ele ajudou seu pai por amor. Naquele momento, Iago (que estava com Cassim) retorna, dizendo-lhes que Cassim foi capturado por Sa'luk e os ladrões restantes. Jasmine vai com Aladdin para resgatar seu pai, e depois eles retornam para o seu casamento, que Cassim participa nas sombras. Eles vão para um passeio no tapete, dando tchau, enquanto Iago e Cassim cavalgam. Os dois então se beijam apaixonadamente.

### Hércules e a Noite Árabe
Jasmine aparece na série de TV, "Hércules", junto com Aladdin, Tapete, Gênio, e Abu; Em que Hades e a equipe de Jafar se juntam para destruir seus inimigos respectivos (Hércules e Aladdin) No entanto, o inusitado é que essas duas histórias aconteceram a milhares de anos, longe um do outro. Este episódio é indicado para ter acontecido antes do terceiro filme, desde quando Phil tenta cantar Jasmine e ela diz: "Eu sou casada".

### Disney Princess Enchanted Tales: Follow Your Dreams
Ela também aparece ao lado de Iago, Abu e Tapete nos contos do "Disney Princess Enchanted Tales: Follow Your Dreams", mais de uma vez. Inicialmente, Jasmine deseja ter mais responsabilidades. Depois de falar com seu pai, Jasmine é dado um emprego como professor assistente na Academia Real ao lado de seu primo Sharma. Embora Jasmine esteja entusiasmada em primeiro lugar, ela torna-se frustrada com seus alunos rebeldes. Eles fazem coisas caóticas, como jogar livros, perseguir Jasmine com uma cobra e desenhar nas paredes. Jasmine decide desistir. De noite, Jasmine é aconselhada por sua dama-de-espera, Aneesa, para ser paciente, sendo assim, ela poderá fazer o que quiser. No dia seguinte, o cavalo premiado, mas agressivo do sultão chamado Saara está falhando nos estábulos. Jasmine decide para ir em busca do cavalo, a fim de impedir que seu amigo Hakeem seja demitido. Usando sua inteligência ela e Iago são capazes de descobrir que Abu acidentalmente deixou Sahara ir. Ela recruta Aneesa de parar o Sultão de ir ver seu cavalo.
Sahrara em um oásis no deserto, tenta domar o cavalo da primeira vez, cantando para tentar acalmar ele. Depois de muitas horas, finalmente, ela doma-lo, fazendo dela a única pessoa que alguma vez domou ele, além de sua mãe. Jasmine é capaz de devolver o cavalo para o palácio. Mais tarde, ela vai voltar para a escola e os alunos são muito mais respeitosos com ela. Ela ensina com sucesso a classe.

### O Point do Mickey
Jasmine faz participações especiais inúmeras em O Point do Mickey. Em "Ladies Night", Ariel comenta a Jasmine da dança de Clarabelle de sete véus, dizendo "Ela parece uma vaca." Mais comumente, Jasmine pode ser vista em fotos de multidão sentada com seu pai. Ela foi vista no início do episódio "Goofy's Valentine Date" beijando Aladdin e chocada com o show de luzes de Mickey em "Rent Day". No Natal Mágico de Mickey, ela e Aladdin estavam cantando ao lado de outro convidado ao ser preso dentro do clube.

### Kilala Princess
Jasmine participa da série de mangá Kilala Princess. Enquanto voltam para casa com o tapete, Jasmine e Aladdin são interrompidos pela chegada repentina de Kilala, Sylphy e Rei. Incapaz de levar cinco pessoas ao mesmo tempo, eles são forçados a caminhar de volta para Agrabah. Ao chegar na cidade, os guardas de Agrabah são informados para prender Aladdin e o trio de sequestro da princesa. As meninas fazem sua fuga, enquanto os meninos adiam os guardas. Enquanto ajuda Sylphy, Jasmine acidentalmente cai do telhado e é capturada pelo inimigo do trio, Valdou. Depois de uma longa luta pela lâmpada de Aladinn, Kilala usa ela para desejar o conhecimento da localização de Jasmine. Eles encontram a princesa ilesa. Eles levam ela de volta ao palácio, e Jasmine diz a seu pai, o sultão, sobre seus novos amigos. O sultão dá a Kilala um diamante gigante como um símbolo de amizade, mais tarde ela devolve o diamante. Jasmine depois comercializa ele com uma flor que ela recebeu de Aladdin como seu símbolo de amizade. Ele mais tarde se transforma em uma ametista. Jasmine é vista pela última vez testemunhando Kilala receber sua joia mágica: uma esmeralda.

## Em outras mídias
Jasmine é um membro oficial da linha Disney Princesas, uma franquia de destaque direcionado para jovens. A franquia abrange uma ampla variedade de mercadorias, incluindo, revistas, álbuns de música, brinquedos, jogos de vídeo game, roupas e artigos de papelaria. Ela é destaque na série Disney Princess Enchanted Tales: Follow Your Dreams, onde ela é a principal personagem de um dos segmentos do filme.
Princesa Jasmine tem feito muitas aparições fora dos filmes de Aladdin, incluindo aparições nos Parques e Resorts da Walt Disney como um personagem constante. Ela é uma personagem com freqüência, e muitas vezes acompanha Aladdin e, ocasionalmente, o Gênio. Jasmine é um personagem em destaque na PhilharMagic, um show da Mickey em 3D no reino mágico de Walt Disney World e na Disneyland Hong Kong. Jasmine, Aladdin, o Tapete, Abu e o Gênio fazem aparições em It's a Small World na Disneyland Hong Kong. Jasmine também aparece em várias séries de televisão e foi apresentada como um personagem principal da série animada baseada na original de 1992. A série começou em O Retorno de Jafar, com Aladdin ainda vivendo nas ruas de Agrabah, contratado para Jasmine. O personagem também fez aparições em outras séries da Disney.
Jasmine aparece em Kingdom Hearts como uma personagem coadjuvante em Agrabah, com base nos filmes de Aladdin. Ela é uma das Princesas de Coração sequestradas por Malévola. Ela aparece novamente em Kingdom Hearts II, e explica o comportamento estranho de Aladdin para Sora, Donald e Pateta. A causa do comportamento de Aladdin é a solidão após o Gênio ir para outro mundo. Quando o Gênio volta tudo está bem novamente. Linda Larkin reprisa seu papel na versão em Inglês. Além da série Kingdom Hearts, Jasmine faz aparições na adaptação do jogo de vídeo game do filme de 1992, bem como Aladdin: Revenge Nasira.